# غورة دار (بوالحسن)
غورة دار (بالفارسية: گوره دار) هي قرية تقع في إيران في قسم بوالحسن الريفي. يقدر عدد سكانها بـ 278 نسمة بحسب إحصاء 2016.